# Pierre-Émile Martin

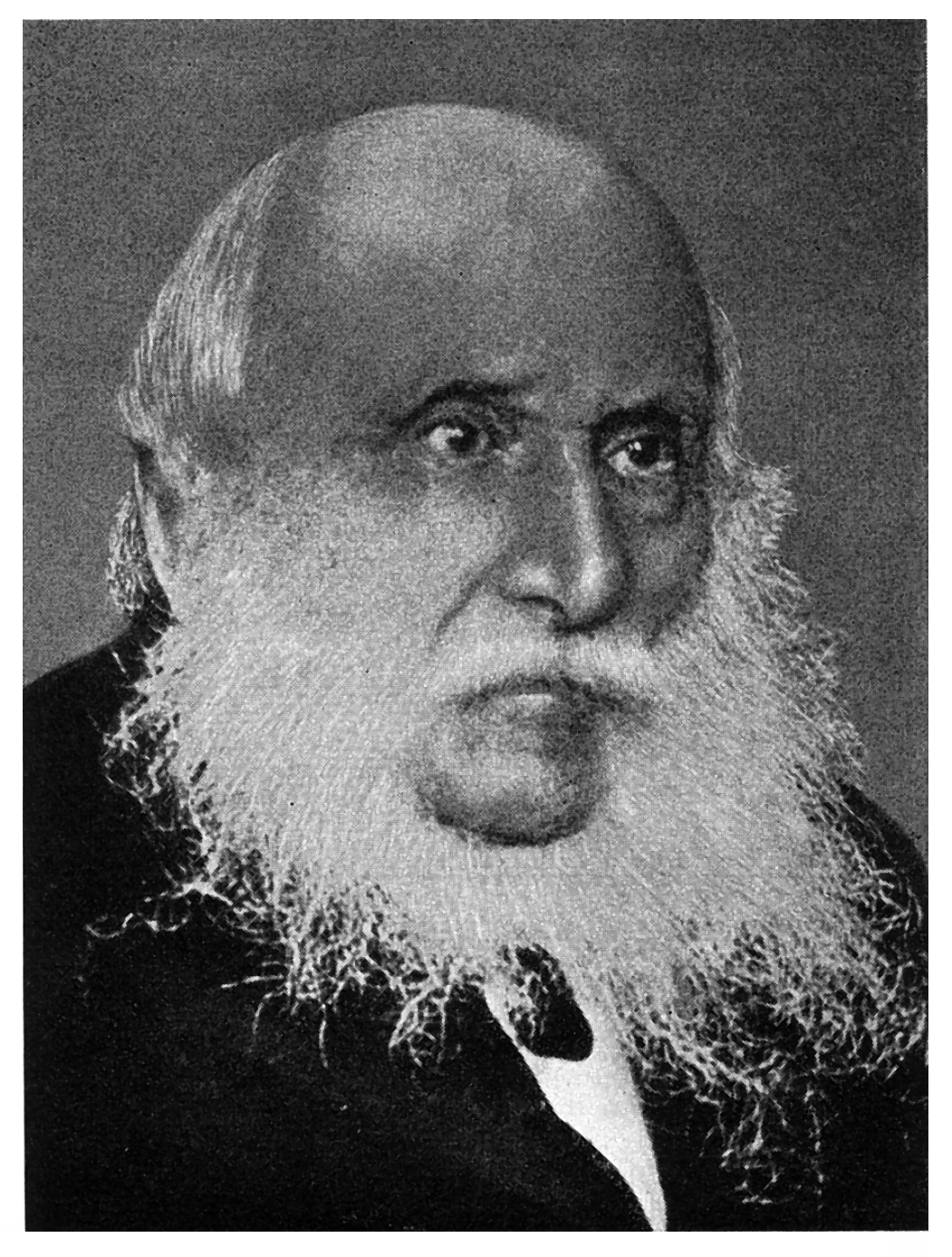
Pierre-Émile Martin

Pierre-Émile Martin, född 17 augusti 1824 i Bourges, död 21 maj 1915 i Fourchambault, departementet Nièvre, var en fransk ingenjör, uppfinnare av den efter honom benämnda martinprocessen. 

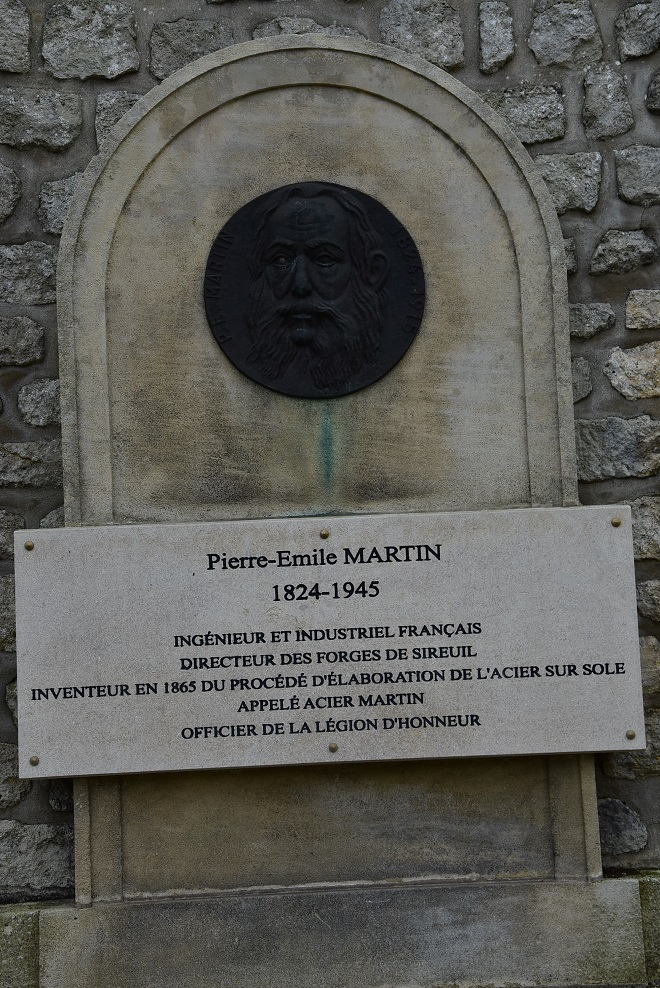
Monument P-E Martin (1824-1915) i Angoulême, Frankrike... med ett tryckfel !

Martin genomgick École des mines i Paris, var anställd vid faderns järnverk i Fourchambault 1844–54 och hade därefter till 1883 ledningen av det av fadern inköpta järnverket i Sireuil (i departementet Charente). Där uttog han 1861 sitt första patent på framställning av smidbart järn i flamugn. De första försöken misslyckades dock på grund av svårigheten att i ugnen åstadkomma den nödiga höga temperaturen, omkring 1800°. Men sedan detta hinder undanröjts genom användning av Carl Wilhelm Siemens regenerativugn, blev metoden 1865 praktiskt användbar och började snart sitt segertåg genom världen. Martins huvudpatent är av den 28 juli 1865, och redan 1869 fanns i Frankrike 25 martinugnar. Redan vid världsutställningen 1867 i Paris erhöll han stora guldmedaljen, men skördade ej någon större ekonomisk vinst av sin geniala metod. År 1910 hedrades han av ett antal metallurgiska föreningar i Frankrike och andra länder, däribland Sverige (Jernkontoret), med en minnesmedalj.